# Samuel Negrete Woolcock
Samuel Negrete Woolcock (* 18. Dezember 1892 in Santiago de Chile; † 20. Juni 1981 ebenda) war ein chilenischer Komponist und Musikpädagoge.

## Leben und Werk
Samuel Negrete begann zunächst ein Architekturstudium, brach dieses jedoch ab, um einer Karriere in der Musik nachzugehen. Er studierte dann am Conservatorio Nacional de Música seiner Heimatstadt. Hier wirkte er als Professor für Musiktheorie (1920–1928), für Harmonielehre (1928–1940) und Komposition (1940–1946). Ab 1944 war er auch Direktor dieses Bildungsinstitutes.
Samuel Negrete schrieb Orchesterwerke wie die symphonische Dichtung La fiesta del camino und die Escenas Sinfónicas, Kammermusik wie sein Bläserseptett und seine drei Streichquartette. Darüber hinaus schuf er Klavierstücke, A-Capella-Chöre und Lieder.